# Овсянников, Юрий Максимилианович
Юрий Максимилианович Шик (8 февраля 1926, Москва, РСФСР, СССР — 14 ноября 2001, Москва) — советский и российский историк, искусствовед, историк архитектуры и русского народного искусства, писатель, редактор. Сын поэта, переводчика, журналиста, известного в Москве библиофила М. Я. Шика (1884—1968). Юрий Овсянников был автором книг «История памятников архитектуры», «Петр Великий», «Картины русского быта», «Великие зодчие Санкт-Петербурга» и др. Как редактор он в 1960-е годы разработал многие издательские серии, ставшие позже классическими, — «Жизнь в искусстве», «Города и музеи мира», «Панорама искусств» и тд.

## Биография
С мая 1943 — рядовой в составе 30-й гвардейской миномётной бригады 4-й артдивизии РГК, затем помощник командира взвода разведки на 4-м и 1-м Украинском фронте. Контужен. В 1954 вступил в КПСС. Окончил Московский полиграфический институт (1955). Работал в ТАСС, в журнале «Юность». С 1965 — в издательстве «Искусство», где задумал и осуществил несколько популярных книжных серий: «Жизнь в искусстве» (1967—1993, 134 кн.), «Города и музеи мира» (1967—1990; 1994—1995, 48 кн.), «Дороги к прекрасному» (1967—1995, 76 кн.), 10-томн. «Малую историю искусств» (1972—1991), 10 книг серии «Памятники мирового искусства» (1967—1988). Благодаря Овсянникову был издан альбом «Графика Пикассо» (1967) — первый в СССР, ознакомивший с графическим произведением «идеологически чуждого советским людям художника», за что и получил выговор от начальства. Впрочем, выговор вскоре не только сняли, но и объявили благодарность: альбом был подарен находившемуся в Москве с визитом президенту Франции, который высоко отозвался об издательстве Чл. СП (1976) и СХ. В застойные времена либерально мыслящих сотрудников изгнали из издательства; в их числе оказался и Овсянников. Будучи временно без работы, писал книги о русской архитектуре, об истории Санкт-Петербурга, за что в 1998 стал лауреатом Анциферовской премии. Его эрудиция и культура, преданность издательскому делу и высочайший профессионализм способствовали принятию Овсянникову на работу в изд-во «Советский художник» (с 1990-х — изд-во «Галарт»). И здесь проявился его издательский талант. Прежде всего — это сборник. «Советское искусствоведение» (27 вып.), публиковавший высоконаучные теоретические статьи и исследования и вызывавший раздражение и негодование чиновников от искусства. Достаточно сказать, что тираж 2-го выполнен был уничтожен решением ЦК КПСС за «порочные идеологические установки». Вскоре появился сборник «Музей», адресованный научным сотрудникам художественных музеев, историкам художественной культуры. Но главным детищем Овсянникова в этот период был альманах «Панорама искусств» (13 вып.), где мемуары и архивные публикации соседствовали с очерками о судьбах художников, коллекций и т. д. Выпуск «Панорамы искусств» Архивная копия от 12 ноября 2018 на Wayback Machine №1 2017 года посвящен 90-летию Юрия Максимилиановича Овсянникова.
Последние годы жизни работал в издательстве «АСТ-Пресс».
Скончался в Москве 14 ноября 2001 года после тяжелой болезни. Похоронен на Введенском кладбище (6 уч.).

## Семья
- жена — Ирина Сергеевна Ненарокомова (р. 1937) — журналист, писатель и издатель[5]
- сын — Максим Юрьевич Ненарокомов (5 февраля 1964 — 12 января 2021) — писатель (литературный псевдоним – Пётр Галицкий)[5][6].